# Nader Ahriman
Nader Ahriman (persisch نادر اهریمن anhörenⓘ; * 1964 in Schiras) ist ein iranisch-deutscher Maler. Seit 2018 lehrt er als Professor für Malerei an der Kunsthochschule Berlin-Weißensee.

## Leben und Werk
Nader Ahriman wurde in Iran geboren, studierte von 1988 bis 1994 an der Kunstakademie Stuttgart und nahm anschließend in New York im Contemporary Art Center am „P.S.1 Artist-in-Residence Programm“ teil. Er lebt und arbeitet heute in Berlin.
In den späten 1980er Jahren entstanden seine Gemälde, in denen er Themen aus der Kunstgeschichte herauslöst, bei denen es „um ein Austarieren einer Verbindung zwischen Ästhetik und Inhalt, Geist und Materie“ geht. Deutlich ist dabei sein Bezug zu Künstlern wie Chirico und Carrà, aber auch zu William Blake oder Philip Guston zu erkennen.
In den Jahren 1997 bis 1999 entstand seine Werkgruppe „Alle Kinder Wittgensteins“. Die Arbeiten beziehen sich auf den Bruch im modernen westlichen Denken, den der Philosoph Ludwig Wittgenstein markiert. Wittgenstein war eine Zeit lang als Architekt tätig, worauf Ahrimans architektonische Konfigurationen weisen.

## Zitat
„Nader Ahriman ist ein aktueller Vertreter einer multikulturellen Auseinandersetzung mit unserem kulturellen Background. Die verschiedenen Sprachen einer ‚alten‘ und ‚neuen Welt‘ versucht er aktuell in Malerei einzubinden und schafft somit eine Zuspitzung malerischer Auseinandersetzung zwischen Form und Inhalt. Ahrimans Arbeiten zeigen narrative Elemente, die gleichzeitig das Erzählerische in einer stark metaphorisch aufgeladenen Atmosphäre erscheinen lässt. Auf teilweise sehr großen Formaten entwickelt er Welten eigentümlicher Erzählstränge, die komplexe und weitreichende Motive verbinden.“

## Ausstellungen
- 1989: Württembergischer Kunstverein Stuttgart, (G)
- 1997: Kunsthalle St. Gallen, (E)
- 1999: Whitechapel Art Gallery, London, (G)
- 2000: Rupertinum, Salzburg, (G)
- 2002: Austin Museum of Art, USA, (G)
- 2002: Contemporary Arts Museum Houston, Houston, Texas (G)
- 2003: Kunstverein Freiburg, (E)
- 2005: Art Forum Berlin, (G)
- 2007: Friedrich Petzel Gallery, New York, (E)
- 2007: Galerie Krinzinger, Wien, (E)
- 2008: Manifesta 7. European Biennial of Contemporary Art, (G)
- 2013: Kunstverein in Hamburg, (E)

## Buchveröffentlichungen, Kataloge
- Gemälde / Paintings. 1994 bis 2003. Hrsg.: Dorothea Strauss. Deutsch und englisch. Kunstverein Freiburg. Hatje Cantz, Ostfildern-Ruit 2003, ISBN 3-7757-1369-7
- Etudes of transcendental homelessness / Etuden transzendentaler Obdachlosigkeit. Salon-Verlag, Köln 2006, ISBN 978-3-89770-268-4
- Andreas Arndt; Jure Zovko (Hrsg.): Geist. Erkundungen zu einem Begriff. Zeichnungen von Nader Ahriman. Wehrhahn, Hannover 2009, ISBN 978-3-86525-146-6